# Displasia fibromuscular
Displasia fibromuscular ou fibrodisplasia é uma doença vascular não-Aterosclerótica e não-inflamatória que causa alterações na estrutura das três túnicas que formam a parede arterial, resultando am alterações do diâmetro e resistência arterial. Embora possa ocorrer em praticamente qualquer artéria do corpo, é mais comum nas artérias renal e carótida.